# Abertura (música)
Abertura, também conhecida pelos termos estrangeiros ouverture ou overture (do francês e inglês, respetivamente), é uma introdução instrumental a uma peça coral ou dramática, que durante o século XIX, após ser desenvolvida, passou a ser ela própria uma forma de composição.

## História

### Século XVII
A ideia de uma abertura instrumental para a ópera existiu durante o século XVII. Eurídice, de Jacopo Peri, inicia-se com um breve ritornello instrumental, e L'Orfeo, de Claudio Monteverdi, inicia-se com uma toccata (uma fanfarra com trompetes abafados). Mais importante, entretanto, era o prólogo, que compreendia um diálogo cantado entre personagens alegóricos que introduziam os temas abordados durante a história contada na obra.

#### Ouverture francesa
Como forma musical, entretanto, a chamada ouverture francesa, teve início com os balés da corte e as ouvertures de ópera de Jean-Baptiste Lully, que o compositor desenvolveu a partir de uma forma similar de duas seções chamada ouverture, encontrada nos balés da corte por volta de 1640. Esta ouverture francesa consiste de uma introdução lenta num ritmo marcado, seguida de um vivo movimento em estilo fuga. A ouverture era frequentemente seguida por uma série de danças até a abertura das cortinas e geralmente retornava com o prólogo para introduzir a ação propriamente dita.
A ouverture francesa também foi usada na ópera inglesa, notadamente em Dido e Eneias, de Henry Purcell. Seus distintos perfil e função rítmicas entretanto remetem ao estilo da ouverture francesa encontrado nos últimos compositores barrocos, como Johann Sebastian Bach. O estilo é mais usado em prelúdios e suítes, podendo ser encontrado em peças vocais não teatrais, como as cantatas.

#### Ouverture italiana
Na Itália, uma forma distinta de ouverture surgiu por volta de 1680 e estabeleceu-se particularmente nas óperas de Alessandro Scarlatti. Posteriormente, difundiu-se pelo resto da Europa, suplantando a forma francesa como o padrão para as aberturas de ópera, em meados do século XVIII. Sua forma usual consistia geralmente de três movimentos homofônicos: rápido, lento, rápido. O movimento de abertura era geralmente marcado e em tonalidade maior; o segundo movimento curto e numa tonalidade contrastante; e o terceiro era uma dança, geralmente uma giga ou minueto, e retomava a tonalidade do primeiro movimento. À medida que a forma foi se desenvolvendo, o primeiro movimento passou a incorporar elementos de fanfarra e tomou a então chamada "forma sonatina" (forma sonata sem a seção de desenvolvimento), e a forma lenta tornou-se mais extensa e lírica.
Ouvertures italianas eram geralmente formas direferente retiradas de suas óperas e executadas como peças de concerto independentes. Neste contexto, elas tornaram-se importantes no início da história da sinfonia.

### Século XVIII
Com a crescente popularidade da ópera italiana e da forma sonata, a ouverture francesa caiu de moda. Christoph Willibald Gluck — cujas observações sobre a função da ouverture no prefácio de Alceste são históricas — baseou-se nos modelos italianos, de textura pouco definida. Àquela época, dos últimos trabalhos de Wolfgang Amadeus Mozart, o estilo da ouverture e da sonata diferenciavam-se claramente da música puramente sinfônica. Instâncias desta mudança são a sinfonia em sol de Mozart, que é uma ouverture para uma ópera desconhecida, e suas ouvertures para Die Entführung e Lo Sposo deluso, onde a cortina se abre numa passagem particularmente dramática. A última ouverture de Mozart, A Flauta Mágica, de 1791, parece apontar para o modelo rossiniano, com seu início longo e lento, uma pesada introdução levada de forma passional até o tema principal. Nas mãos de Ludwig van Beethoven, o estilo e forma da ouverture distanciaram ainda mais daquela na sinfonia.

### Século XIX
Embora Gioachino Rossini tenha cessado suas ouvertures após Guilherme Tell em 1829, as ouvertures do século XIX decididamente assumiram  formas desenvolvidas há muito tempo, desde a ópera-bufa italiana. A primeira ouverture de ópera profissional de Rossini, La cambiale di matrimonio, de 1810, ignorou a forma sonata estrita, empregando uma grande abertura, uma lenta introdução, o primeiro tema principal e uma extensa ponte para o segundo tema principal, um crescendo e uma seção de encerramento. Tentativas neste estilo podem ser claramente percebidas em ouvertures de Adolphe Charles Adam, Carl Maria von Weber, Giuseppe Verdi, Hector Berlioz e outros, embora nenhum deles tenha alcançado a reputação de Rossini em termos de composição de ouvertures que, enquanto estilo simples, requer uma quantidade de ideias melódicas inspiradas.
Entretanto, Guilherme Tell tem servido de forma mais apropriada como modelo para a abertura romântica do século XIX, com sua forma revolucionária de quatro partes, tendo o grandioso efeito de uma mini sinfonia, expandindo os limites da ópera do século XIX como um todo. A abertura de Guilherme Tell sinalizou o fechamento do período clássico para música de cena, abrindo caminho para Giacomo Meyerbeer e Richard Wagner e influenciando trabalhos tão distantes como a Abertura 1812 de Pyotr Ilyich Tchaikovsky e Orphée aux enfers de Jacques Offenbach.

### Ópera moderna
Na ópera moderna, a ouverture, vorspiel, enleitung, introduction ou como quer que seja chamada, é geralmente algo não muito mais definido que a porção da música que aparece antes das cortinas se abrirem. Tannhäuser é o último caso de grande importância onde a ouverture (da forma como foi escrita originalmente) é de fato uma peça instrumental completa, prefixada para uma ópera num estilo dramático trágico e contínuo. Na ópera leve, onde formas seccionais ainda são possíveis, uma ouverture em separado não fica descolocada, embora Carmen seja notadamente dramática a ponto de a sua abertura antecipar o final trágico e leva diretamente ao abrir das cortinas.
A vorspiel de Lohengrin, de Wagner, é um único movimento curto fundado na música de adoração. Ela não representa uma nova ruptura da forma clássica da ouverture além daquela mostrada, cinquenta anos antes, pelas interessantes ouvertures Ariodant e Uthal, de Étienne Méhul, sendo que, nesta última, uma voz é ouvida várias vezes pelo palco antes de as cortinas se abrirem.
A vorspiel de Os Mestres Cantores de Nuremberg, embora necessitando apenas de um último acorde tonal para ter uma finalização, leva à abertura das cortinas. A vorspiel de Tristão e Isolda foi finalizada para uso em concerto pelo próprio Wagner, e a considerável duração do trecho adicionado mostra quão calculada para existência independente da vorspiel original ela foi. Por último, a vorspiel de Parsifal é uma composição finalizada para uso em concerto por Wagner com o uso de mais alguns compassos.
Os prelúdios orquestrais para os quatro dramas de O Anel do Nibelungo são meras preparações para que as cortinas se abram, e estes trabalhos não podem ser ditos como tendo ouvertures muito mais do que Falstaff de Verdi ou Salomé de Richard Strauss, onde as cortinas abrem-se após a primeira nota da música.

### Operetas e musicais
Muitas operetas e óperas leves do século XIX substituíram a forma ouverture por um pot-pourri, baseado nos temas que viriam a seguir. Arthur Seymour Sullivan, por exemplo, raramente escrevia suas próprias ouvertures uma vez que, seguindo o formato pot-pourri esperado por uma ópera cômica inglesa, qualquer orquestrador competente poderia ser confiado a tal tarefa.
As ouvertures (aberturas) do século XX, acompanhando os musicais, quase sempre seguiram este padrão, consistindo de segmentos das canções mais populares do musical — embora alguns musicais dispensem completamente uma ouverture. A abertura é tocada geralmente antes de o musical começar. Entretanto, num resgate recente de Kiss Me, Kate, de Cole Porter, aparece após o refrão de abertura ("Another Op'ning, another show"), com o refrão permanecendo no palco. Na produção original de 1948 e em todas as produções até 1999, a Abertura aparece na sequência usual, isto é, antes da primeira música.

## Ouvertures para concerto
Embora por volta do século XVIII as aberturas de óperas já tivessem começado a ser executadas separadamente em salas de concerto, as  aberturas para concerto   concebida especificamente como uma peça de concerto individual sem referência à performances de palco — e geralmente baseada  em algum tema literário — começaram a aparecer, no início da era romântica. Carl Maria von Weber escreveu duas aberturas de concerto, Der Beherrscher der Geister (O Senhor dos Espíritos) (1811, uma revisão da abertura da sua ópera Rübezahl, de 1805, inacabada) e Jubel-Ouvertüre (1818, incorporando God Save the King em seu clímax). Entretanto, Sonho de uma noite de verão (1826), de Felix Mendelssohn Bartholdy, é tida como a primeira abertura de concerto. Outras contribuições de Mendelssohn para o gênero incluem Meeresstille und glückliche Fahrt (Mar calmo e viagem próspera), de 1828, Hebriden (Hébridas), de 1830  e Die schöne Melusine (A bela Melusina, de 1834. Outras notáveis aberturas de concerto pioneiras foram escritas por Berlioz: Les Francs-juges (Os juízes livres), de 1826, e Le Corsaire (O corsário), de 1828.
Robert Alexander Schumann escreveu aberturas baseadas na literatura de Friedrich Schiller, William Shakespeare e Johann Wolfgang von Goethe: A Noiva de Messina, Julius Caesar e Hermann e Doroteia, respectivamente. Embora essas aberturas derivem sua inspiração musical de trabalhos literários, Schumann não compôs música para o trabalho inteiro (como se fosse uma ópera), e nem necessariamente tinha em mente uma performance declamada subsequente. Schumann e Tchaikovsky, de fato, incorporaram parte do hino nacional francês, La Marseillaise, em suas aberturas Hermann e Doroteia e 1812, respectivamente, o que indica a natureza independente desse tipo de abertura.

## Poema sinfônico
Na década de 1850 a abertura de concerto passou a ser suplantada pelo poema sinfônico, uma forma imaginada por Franz Liszt em vários trabalhos que começaram como aberturas dramáticas. A distinção entre os dois gêneros foi a liberdade de moldar a forma musical de acordo com requerimentos programáticos externos. O poema sinfônico tornou-se a forma preferida de compositores mais "progressivos" como César Franck, Richard Strauss, Alexander Scriabin e Arnold Schoenberg, enquanto compositores mais conservadores como Anton Rubinstein, Tchaikovsky, Johannes Brahms e Sullivan permaneceram na ouverture.
À época em que o poema sinfônico já era popular, Brahms escreveu sua Akademische Festouvertüre (Abertura do Festival Acadêmico) e sua Tragische Ouvertüre (Abertura Trágica), opp. 80 e 81, sendo que esta última, encapsulando uma grande variedade de emoções, também poderia ser tomada como um poema sinfônico, embora não tenha sido definida como tal pelo compositor. Um outro exemplo de forma limite é a Abertura 1812 de Tchaikovsky. Sua igualmente bem conhecida Romeu e Julieta é geralmente classificada como "abertura fantasia".
Na música europeia posterior a 1900 a ouverture tradicional era pouco relevante, embora o nome continuasse em uso como uma dentre muitas alternativas para descrever uma peça orquestral geralmente composta para uma ocasião festiva, em um único movimento de duração moderada. Uma exceção notável e tardia, mostrando uma conexão com a forma tradicional, é a Abertura Festiva (op. 96, 1954) de Dmitri Shostakovitch, onde há dois movimentos conectados, allegretto e presto.

## Cinema
Em filmes, as aberturas são geralmente usadas para sinalizar o clima da obra, antes que os créditos comecem a ser exibidos.
Notáveis exemplos são King Kong (1933), Gone with the Wind (1939), East of Eden (1955), Ben-Hur (1959), Spartacus (1960), West Side Story (1961), Lawrence of Arabia (1962) e 2001: A Space Odyssey (1968). 1979 foi o último ano em que um grande estúdio norte-americano fez uso de uma overture, com os filmes Star Trek: The Motion Picture e The Black Hole, embora o filme Dancer in the Dark, de 2000, tenha incluído uma overture, e Kingdom of Heaven (2005) tenha uma overture na edição do diretor. Muitos desses filmes épicos também possuem intermezzos e músicas de encerramento que, junto com as overtures, foram geralmente cortados para a exibição em TV e só podem ser encontradas em DVDs recentes. Algumas dessas músicas incidentais foram feitas para as premières dos filmes e foram subsequentemente cortadas nas estreias ordinárias.